# Ганнівка (Старобільський район)
Га́ннівка — село в Україні, у Старобільській міській громаді Старобільського району Луганської області. Населення становить 211 осіб. Колишній орган місцевого самоврядування — Курячівська сільська рада. Селом тече річка Біла, права притока Айдару (басейн Сіверського Дінця).